# Оклънд (острови)

Островите Оклънд (на английски: Auckland Islands) представляват вулканичен архипелаг, съставен от 7 острова, разположен на около 500 км южно от Нова Зеландия.
Предполага се, че островите са посещавани от полинезийски мореплаватели още преди 13 – 14 века. На остров Ендърби (в северната част на архипелага) при археологически разкопки са намерени следи от полинезийски селища. Островите са открити през 1806 от английския капитан Абрахам Бристоу. През XIX в. са правени няколко опита за създаване на селища, но поради суровия климат остават неуспешни.
Площта на архипелага е 606 km2, а височината му достига до 660 m. Състои се от един голям остров – Оклънд, 4 по-малки (Адамс, Ендърби, Дисапойнтмент и Юинг) и множество малки островчета и скали. Изградени са основно от вулканични скали. Растителността е представена от субантарктически хилави дървета и храсти и треви. Бреговете им се обитават от морски бозайници: морски лъв, морски слон, морски котки, пингвини и морски птици. През XIX и XX в. на островите са развъдени домашни животни (крави, овце, кози, кучета, опосуми и зайци), които през 90-те години на XX в. по един или друг начин са унищожени от еколозите. Оставени са само дивите кокошки и свинете. Последните зайци и мишки са унищожени през 1993 г. на остров Ендърби. Любопитно е, че плъховете така и не са съумели да се развъдят на островите, макар че на другите острови на тези ширини масово присъстват. На островите е създаден морски резерват.
На островите няма постоянно население, но често се посещават от научни експедиции. В годините от 1942 до 1945 на главния остров е действала постоянна военна станция.